# Pacific 24
Le Pacific 24 est un modèle de bateau pneumatique semi-rigide fabriqué par BAE Systems au Royaume-Uni, une des gammes de petits bateaux fabriqués par la société. À partir de 2020 il s’agissait du dernier modèle Pacific de la gamme Halmatic de BAE, et il a fait ses preuves en service au sein du ministère de la Défense britannique, de la police britannique et d’organisations militaires et paramilitaires étrangères. Il a été conçu pour remplacer le Pacific 22. Environ 60 Pacific 24 sont en service dans la Royal Navy et la Royal Fleet Auxiliary, y compris une version sans équipage du bateau qui est contrôlée à partir d’un vaisseau mère ou d’un autre endroit. Ce bateau a commencé ses essais en 2020 et quelques-uns de ces bateaux pourraient éventuellement être déployés pour des missions spéciales,.

## Utilisation
Les bateaux sont principalement utilisés pour des missions de sauvetage rapide, de lutte contre la piraterie et de lutte contre le trafic de stupéfiants. Ce sont les bateaux standard utilisés par les navires de la Royal Navy et de la Royal Fleet Auxiliary Laboratories.
Ils ont une capacité de « marche à sec », ce qui permet à leurs moteurs d’être démarrés hors de l’eau, tout en restant attachés aux bossoirs d’un navire.

## Ministère de la Défense du Royaume-Uni
En décembre 2015, le ministère de la Défense a passé une commande de 60 Pacific 24 dans le cadre d’un contrat de 13,5 millions de livres sterling pour une utilisation avec des navires tels que les porte-avions de la classe Queen Elizabeth et les nouveaux patrouilleurs hauturiers de la classe River. Ces nouveaux bateaux comprendront des sièges à hautes performances absorbant les chocs qui minimiseront la fatigue de l’équipage, lui permettant de parcourir jusqu’à six fois la distance normale.
La construction devait commencer au début de 2016 et devait durer quatre ans.

## Opérateurs
- Ministère de la Défense (Royaume-Uni)
- Royal Navy
- Royal Fleet Auxiliary
- Divers services de police du Royaume-Uni
- Diverses autorités de sauvetage du Royaume-Uni
- Autres agences britanniques et internationales